# 마그누 크루스
마기누 다마셰누 산투스 다 끄루스(포르투갈어: Magno Damasceno Santos da Cruz, 1988년 5월 20일 ~ )는 마기누 끄루스(포르투갈어: Magno Cruz)로 불리는 브라질의 축구 선수로, 포지션은 미드필더다. 현 중국 갑급리그 장시 베이다먼에서 활약하고 있다. K리그 시절 등록명은 마그노였다.